# 李文采
李文采（1906年9月9日—2000年3月1日），中国钢铁冶金学家。湖南永顺人。1931年毕业于交通大学.1939 年获德累斯顿高等工业大学工学博士学位.抗战期间曾担任武汉大学冶金系教授，后担任冶金工业部北京钢铁研究总院高级工程师。1955年选聘为中国科学院院士（学部委员）。